# Contea di Edmonson
La contea di Edmonson in inglese Edmonson County è una contea dello Stato del Kentucky, negli Stati Uniti. La popolazione al censimento del 2000 era di 11 644 abitanti. Il capoluogo di contea è Brownsville